# Luben Diłow
Luben Diłow, bułg. Любен Дилов (ur. 25 grudnia 1927 w m. Czerwen brjag, zm. 10 czerwca 2008 w Sofii) – bułgarski pisarz tworzący science fiction.

## Życiorys
Autor wielu opowiadań, nowel, bajek dla dzieci oraz powieści. Debiutował w 1951, w 1953 ukazała się jego pierwsza książka, powieść obyczajowa Гълъби над Берлин (Gołębie nad Berlinem), oparta na wspomnieniach z pobytu w Niemczech w czasie II wojny światowej, lecz już wkrótce w jego dziełach elementy fantastyki zaczynają dominować. Do najlepszych jego dzieł należą powieści Ciężar skafandra (Тежестта на скафандъра, 1969) oraz Długa podróż Ikara (Пътят на Икар, 1974). Wielokrotnie nagradzany, otrzymał m.in. w 1976 nagrodę specjalną na III konwencie miłośników SF Eurocon.